# Seitokai Yakuindomo
Seitokai Yakuindomo (生徒会役員共, lit. „Membrii Consiliului Studenților”) este o serie shōnen manga scrisă și ilustrată de Tozen Ujiie. Seria a avut premiera în iunie 2007 problema reviestei speciale fiind în curs de desfășurare. Capitolele sunt colectate și publicate în volume de către Kodansha, cu cinci volume publicate în octombrie 2011 în Japonia. 13 episoade anime adaptate sunt produse de GoHands difuzate în Japonia pe TV Kanagawa între 4 iulie și 26 septembrie 2010.

## Povestea
Takatoshi Tsuda se alătură Academiei Ōsai, un liceu co-ed, care până de curând a fost o școală de fete, în cazul în care i se cere să se alăture consiliului elevilor ca vice-președinte și un reprezentant de sex masculin.

## Personaje
Takatoshi Tsuda
- Exprimat de: Shintaro Asanuma

Personajul principal al poveștii, în care el alege să participe la o fostă școală de fete pur și simplu pentru că este aproape de casa lui. În prima zi de școală, el este obligat să se alăture consiliului elevilor ca vice-președinte și reprezentant de sex masculin. El în mod normal acționează ca un tsukkomi (însemnând ceva de gen "cap la cap") la aluziile perverse din comentariile lui Shino și Aria și devine așa de obișnuit încât el s-ar simți de fapt ciudat în cazul în care nu ar fi făcut astfel de glume.
Shino Amakusa
- Exprimată de: Yōko Hikasa

Președintele Consiliului Elevilor și un elev în anul al doilea. Ea este serioasă și harnică, talentată la multe subiecte și este de asemenea foarte populară printre grupul de studenți. Cu toate acestea, ea este mai mereu preocupată la gânduri perverse, chiar sugerând că unul dintre motivele ei principale în care urmează să fie interesată de Tsuda din curiozitate cu privire la informațiile care nu sunt văzute în clasa de sănătate. Ea se teme de înălțimi și de gândaci și are un complex cu privire la pieptul ei, în care este exacerbată de faptul că, Aria se întâmplă să fie mai bine dotată decât ea. Ea dezvoltă mai târziu, unele sentimente pentru Takatoshi.
Aria Shichijō
- Exprimată de: Satomi Satō

Un elev în al doilea an, de asemenea student secretar al Consiliului precum și cea mai bună prietenă a lui Shino. Aria este personajul cel mai matur în aparență și vine dintr-o familie bogată. Cu toate acestea, mintea ei tinde să urmeze aceleași căi ca și Shino, cu atât mai mult eventual și se pare că ea este interesată în mod special de robie și jocul anal. Ea este condusă de aer de nenumărate ori, din consecința de a fi absurd de bogată și răsfățată excesiv. Fiind mai bine dotată decât membra și colega de consiliu, acest lucru exarcerbează complexul lui Shino despre pieptul ei.
Suzu Hagimura
- Exprimată de: Sayuri Yahagi

O elevă din anul întâi de 16 ani (mai târziu 17 în manga) geniu, cu un IQ de 180. Ea este studentul trezorier al consiliului, precum și cel mai matur personaj mental, dar este foarte sensibilă cu privire la corpul ei, la care încă pare a fi aceea a unui elev de școală elementară. Multe dintre glume implică concentrarea lui Suzu pe aspectul ei copilăresc sau lipsa de înălțime, care face parte din acoperirea unui acces de furie ori de câte ori este menționat. Fiind prima în ambii ani și membrul cel mai sănătos al grupului, ea dezvoltă o relație de apropiată (platonică) cu Tsuda (până la punctul în care ea îl consideră complet, când el menționează comportamentul deconcentrat al surorii sale).